# Outside the Wall
Outside the Wall – utwór muzyczny brytyjskiego zespołu rockowego Pink Floyd. Pochodzi z wydanego w 1979 roku concept albumu The Wall, i stanowiąc dla niego swoistą kodę, koncentruje się przede wszystkim na moralnym podsumowaniu opowiadanej przezeń historii gwiazdora rockowego o imieniu Pink.
W wersji pochodzącej z koncertowego albumu prezentującego materiał z The Wall (zatytułowanego Is There Anybody Out There? The Wall Live 1980–81) strona muzyczna utworu została dodatkowo wzbogacona o dwa nowe instrumenty – harmonię i mandolinę. Na tej ostatniej grał gitarzysta grupy David Gilmour.
Z tekstu tego utworu została zaczerpnięta nazwa zespołu towarzyszącego Rogerowi Watersowi podczas jego solowych tras – The Bleeding Heart Band.

## Fabuła
Outside the Wall jest jedynym utworem na płycie, który wnosi bardzo niewiele do jej właściwej fabuły; ta historia kończy się bowiem w momencie zburzenia muru pod koniec The Trial. Jeśli chodzi o samego Pinka, to znajdujemy tu zaledwie potwierdzenie, że otaczająca go „ściana” rzeczywiście legła już w gruzach, lecz z pewnością nie ma jakiekolwiek wyjaśnienienia, co tak naprawdę oznaczało to dla bohatera. Nie takie było też założenie. Jest to raczej ogólna konkluzja, odautorski komentarz, wykrystalizowanie i zaprezentowanie myśli przewodniej płyty – czyli tezy o cykliczności procesów wycofywania się i resocjalizacji. Po powrocie do społeczeństwa i zburzeniu swego muru człowiek zostaje ponownie wystawiony na wszystkie te ciosy, które przyczyniły się do jego wzniesienia, i tym samym cały proces rozpoczyna się od nowa. Tego rodzaju posłowie na koniec dzieła muzyczno-dramatycznego, którego zadaniem jest spojrzenie na jego fabułę niejako „z zewnątrz” i z pewnym dystansem, jest charakterystyczne także dla Bertolta Brechta, jednej z inspiracji muzycznych dla ekipy pracującej nad The Wall.

## Wersja filmowa
Na potrzeby filmu została zarejestrowana dłuższa i bardziej dopracowana wersja utworu, która trwa nieco ponad cztery minuty i zawiera partie orkiestry i chóru (prawdopodobnie pod batutą Michaela Kamena.) Także wokal jest tu inny, bardziej melodyjny niż na płycie. To wykonanie nigdy nie doczekało się oficjalnego wydania, aczkolwiek zostało wykorzystane na potrzeby koncertu The Wall Live in Berlin wystawionego przez Watersa na placu Poczdamskim w 1990.

## Kompozycja
Outside the Wall jest jednym z najcichszych momentów na płycie. W tle słychać dobiegające gdzieś z oddali dźwięki skrzypiec oraz dziecięce głosy. Charakterystyczny jest tutaj sposób przedstawienia tekstu; nie tyle jest to śpiew, co raczej swoista melodeklamacja, która lepiej podkreśla specyficzny, zdystansowany charakter tego utworu. Kończąca go 15-sekundowa linia melodyczna stanowi duplikację wstępu do pierwszej piosenki, In the Flesh?. Innym zabiegiem służącym podkreśleniu takiej koncepcji są słowa kończące ostatni utwór i rozpoczynające pierwszy. Outside the Wall kończy się zwrotem „czy to nie tutaj...”, natomiast to, co najpierw słyszymy w In the Flesh?, to kontynuacja tej frazy: „...zaczynaliśmy?”. Takie „klamry” spinające początek i koniec albumu mają za zadanie podkreślić, że proces, który został na nim przedstawiony, trwa nieprzerwanie i każda próba wyrwania się poza ten zaklęty krąg prowadzi tylko z powrotem na jego początek.

## Wykonawcy
- David Gilmour – wokale w tle
- Roger Waters – wokale
- Larry Williams – klarnet
- Trevor Veitch – mandolina
- Chór Islington Green School prowadzony przez Noela Davisa